# 프란체스카 그레고리니
프란체스카 그레고리니(이탈리아어: Francesca Gregorini, 1976년 4월 1일 ~ )는 이탈리아 태생의 미국 영화 감독, 싱어송라이터, 각본가이다. 2015년 제시카 비엘, 카야 스코델라리오, 앨프리드 몰리나 주연의 영화 《트루스 어바웃 엠마누엘》을 연출했다.
그녀의 어머니는 배우 바버라 바크로 1970년대 본드걸로서 인기를 누렸던 인물이다. 바크는 이탈리아 출신의 사업가 아우구스토 그레고리니와 결혼하고 프란체스카를 낳았으나, 10년 만에 이혼하고 이후 비틀스의 멤버 링고 스타와 재혼했다. 그리고 프란체스카는 새아버지 링고 스타의 밑에서 성장하였다.